# Celia Birtwell
Celia Birtwell, CBE (n. 1941, Bury, Anglia, Regatul Unit) este un designer de textile și designer de modă britanic, cunoscută pentru modelele sale îndrăznețe, romantice și feminine, care sunt influențate de artiști ca Picasso, Matisse și de lumea clasică. S-a făcut remarcată prin textilele imprimate care reprezentau anii '60-'70. După o perioadă în care a stat departe de lumina reflectoarelor, ea a revenit în domeniul modei la începutul secolului XXI.

## Tinerețe

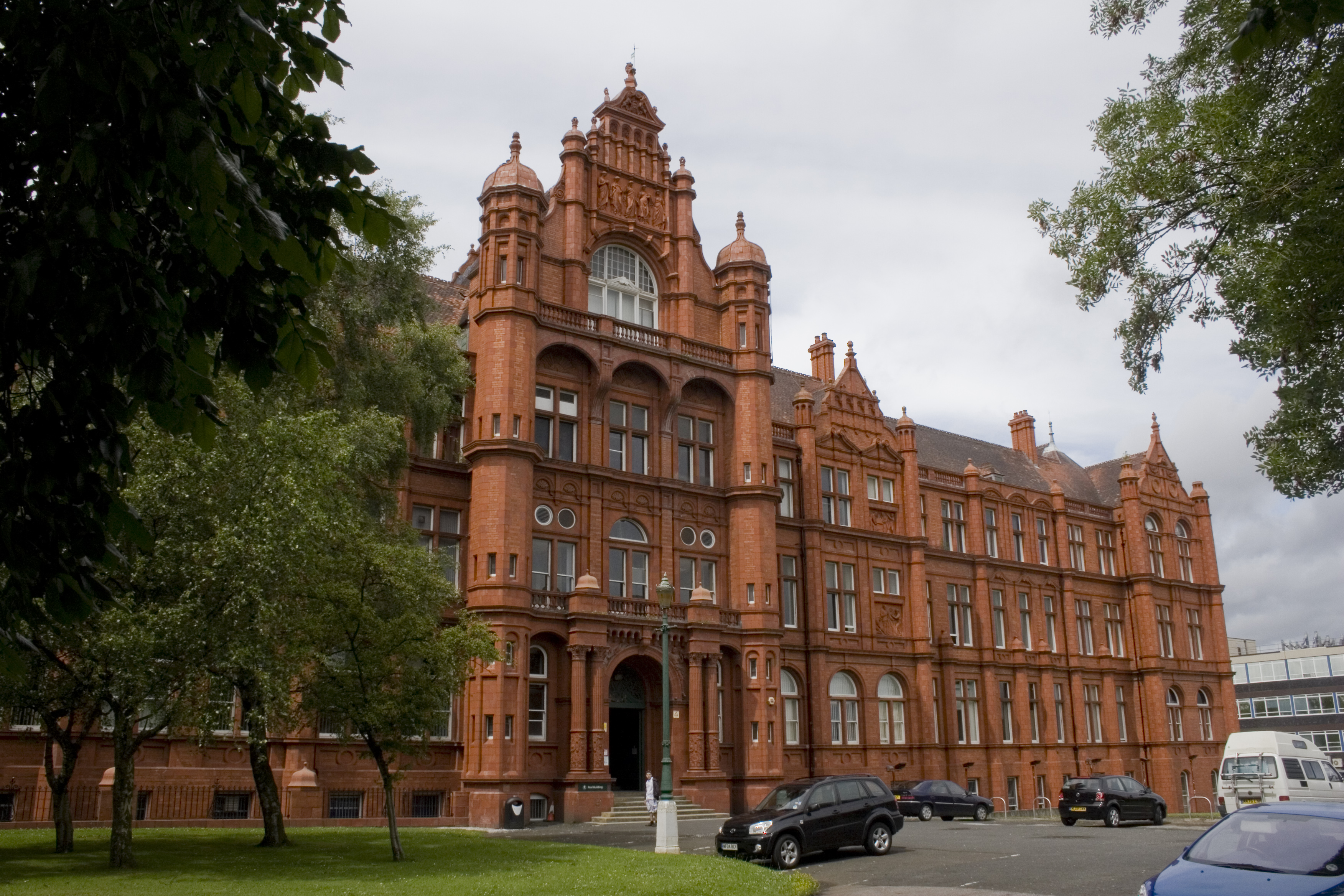
Clădirea Peel, Universitatea din Salford, fostul Colegiu Tehnic Regal, Salford

Cea mai mare dintre trei fete, Celia s-a născut într-o familie în care tatăl era de meserie inginer, dar avea și o afinitate pentru cultură, iar mama era croitoreasă. Birtwell s-a născut în Bury și a crescut în Prestwich, ambele în regiunea Lancashire. De la vârsta de 13 ani a studiat designul textil la Royal Technical College din Salford. Într-un interviu pentru televiziunea BBC Inside Out North West în ianuarie 2014, Birtwell a rememorat participarea la petreceri dar și la cursuri cu modele nud reale la ultimul etaj al Colegiului Tehnic (foto) și l-a văzut adesea pe artistul LS Lowry, un fost student care vizita deseori colegiul și Biblioteca Salford adiacentă. În 1959 l-a cunoscut pe designerul de modă Ossie Clark la Cona Coffee Bar din Manchester și s-au căsătorit în 1969, după ce s-au reîntâlnit când au studiat amândoi la Londra.

## Ossie Clark

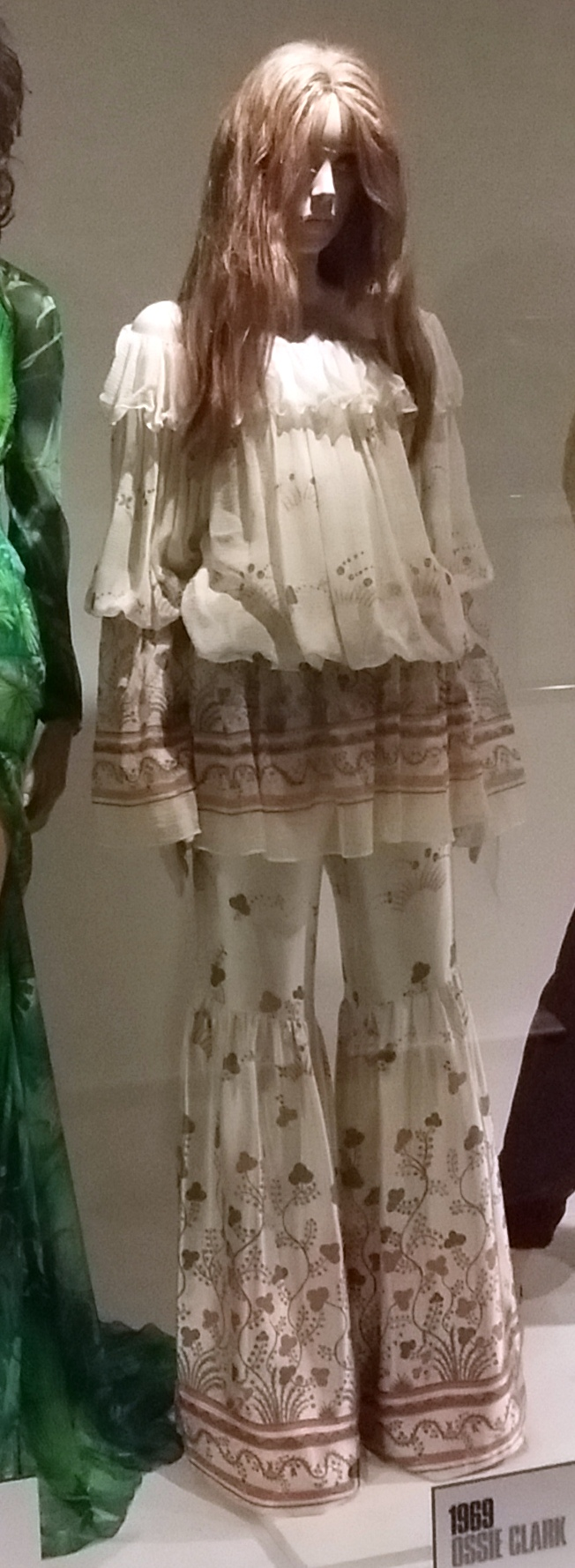
Costum cu pantaloni din sifon și satin Ossie Clark cu imprimeul „Botticelli” al Celiei Birtwell, 1969

Celia Birtwell și Ossie Clark au avut o căsătorie aproape perfectă și stilată, iar munca lor împreunată a contribuit la definirea erei în modă. Colaborarea în modă a început cu o colecție din 1966 pentru buticul Quorum din Londra, pe care au împărțit-o cu designerul Alice Pollock. Familia Clark a fost cea care a dat startul spectacolului de podium modern (show-ul de catwalk): parada ținutelor a început să fie însoțită de muzică, au fost invitați glitteratii londonezi, iar spectacolele s-au transformat în evenimente.
Birtwell a lucrat de acasă la proiectarea textilelor pentru Clark, care și-a folosit abilitățile în tăierea și înțelegerea formei, împreună cu cunoștințele ei despre țesături și texturi astfel producând modă de tip haute couture pentru cultura anilor 1960. Aceasta a inclus lucrări pentru Rolling Stones și Beatles, Jimi Hendrix și Pink Floyd, precum și pentru Pattie Boyd, Marianne Faithfull, Bianca Jagger, Verushka, Paloma Picasso, Talitha Getty și numeroase alte celebrități.

## Familie
Celia și Ossie au avut doi copii împreună, Albert (născut în 1969) și George (născut în 1971), dar relația lor privată s-a deteriorat și au divorțat în 1974.

## David Hockney
Celia a fost muză pentru pictorul David Hockney din 1968 și apare în multe dintre picturile sale, inclusiv Mr and Mrs Clark și Percy (1970–71), una dintre cele mai celebre și cele mai vizionate picturi ale lui Hockney din galeria Tate Britain. În 2005, a apărut pe lista programului Today a celor mai mari picturi din Marea Britanie. Apare în filmul biografic Hockney din 1974, A Bigger Splash și în documentarul BBC din 1978 Seeing Through Drawing produs de Mike Dibb.

## Țesături de interior și mobilier
După destrămarea căsniciei sale, Birtwell a continuat să activeze în modă, proiectând pentru marca Radley pentru o perioadă, până când în 1984 și-a înființat un magazin pe Westbourne Park Road în Bayswater, vânzând țesături pentru casă. Din nou, și-a construit o reputație ca designer inovator și ingenios. Primul ei succes a venit cu propria interpretare a unui animal print din secolul al XVI-lea pe care l-a numit „Animal Solo”, urmat mai târziu de primul și mult copiatul, alb pe voile alb și țesătură de muselină. Aceste țesături pot fi văzute acum în multe case, hoteluri și spații publice, inclusiv hotelurile Claridge's și The Lanesborough din Londra, The Grand Hotel, Leeds și Dubai Hilton.

## Munca recentă
Birtwell a produs modele pentru casa de modă franceză Cacharel în timp ce era sub conducerea de design a lui Suzanne Clements și Inacio Ribeiro. În 2005, a anunțat că va crea modele pentru lanțul Topshop, începând cu primăvara/vara 2006. Cele patru colecții au fost un succes la vânzări. În aprilie 2008, Birtwell a realizat o colecție limitată pentru retailerul american de modă Express. În 2008, Millets a lansat o gamă de încălțăminte și îmbrăcăminte pentru camping și în aer liber pe care Celia o proiectase. Au fost adăugate linii noi la gama pentru vara anului 2009. În 2010, ea a creat o colecție de 25 de piese pentru John Lewis. 
Cartea ei Celia Birtwell, scrisă împreună cu Dominic Lutyens, cu fotografii, schițe de modă și memorii, a fost publicată de Quadrille în 2011. De asemenea, au fost produse 250 de seturi de cutii acoperite cu material textil în ediție limitată care au inclus o copie semnată a cărții ei și o eșarfă de mătase exclusivă.
Birtwell a fost concurent la Desert Island Discs de la BBC Radio 4 duminică, 7 octombrie 2012.

## Onoruri
Ea a fost numită Comandant al Ordinului Imperiului Britanic (CBE) în 2011 în lista de sărbătoriți celebrați.